# História da colonização de África

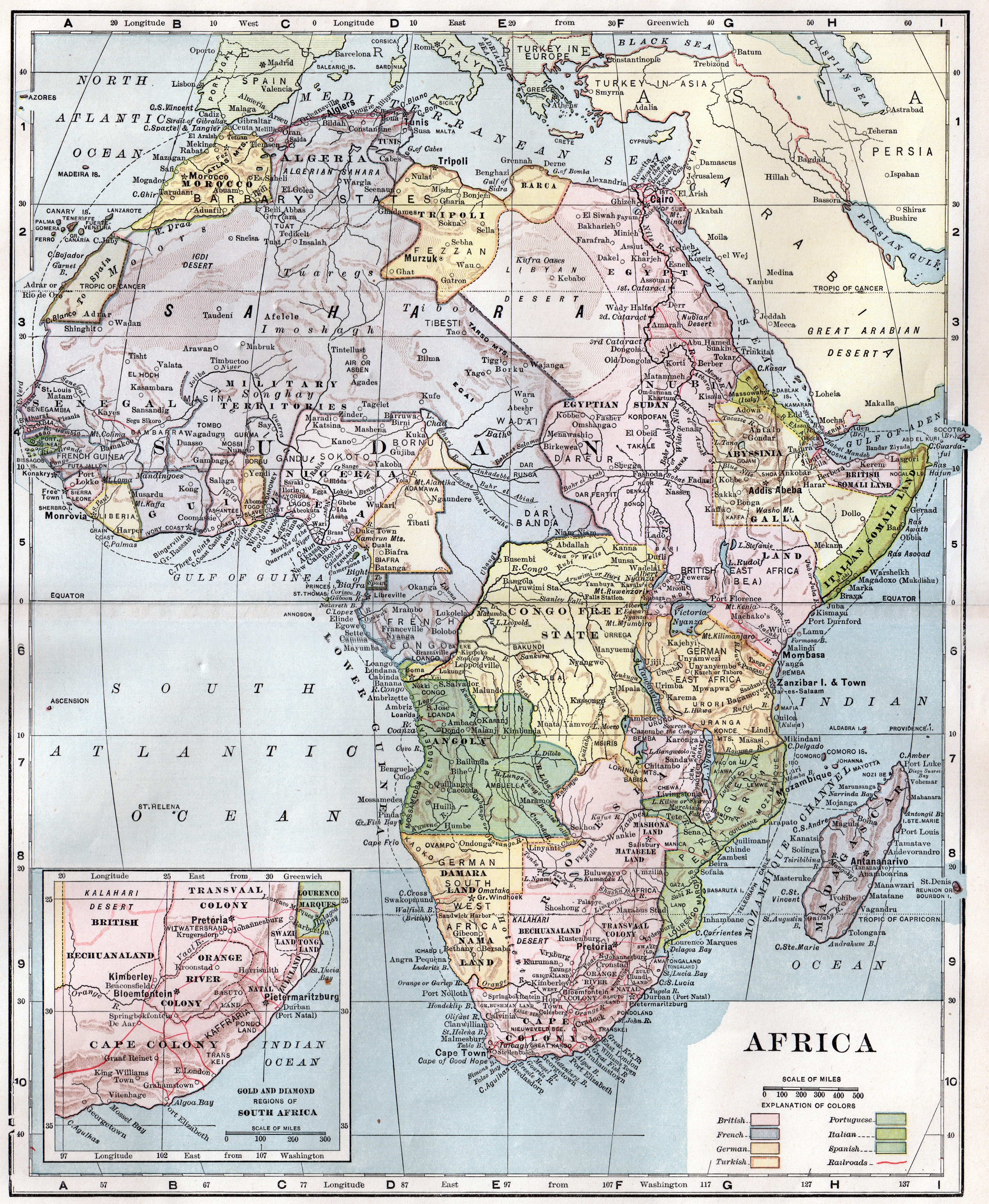
mapa da África em 1910

A história da colonização da África encontra-se documentada desde que os fenícios começaram a estabelecer colônias na costa africana do Mediterrâneo, por volta do século X a.C. Seguiram-se os gregos a partir do século VIII a.C., os romanos no século II a.C., os vândalos, que tomaram algumas colônias romanas já no século V da nossa era, seguidos pelo Império Bizantino, no século seguinte, os árabes, no século VII e, finalmente, os estados modernos da Europa, a partir do século XIV.

## História da colonização da África

### A colonização fenícia
A Fenícia foi um antigo reino cujo centro se situava na planície costeira do que é hoje o Líbano, no Mediterrâneo oriental. Esta civilização desenvolveu-se entre os séculos X e V a.C., estabelecendo colónias em todo o norte de África. Uma das colônias fenícias mais importantes desta região foi Cartago.

### A colonização grega
A partir de 750 a.C. os gregos iniciaram um longo processo de expansão, formando colônias em várias regiões, como Sicília e sul da Itália, no sul da França, na costa da Península Ibérica, no norte de África, principalmente no Egito, e nas costas do mar Negro. Entre os séculos VIII e VI a.C. fundaram aí novas cidades, as colónias, as quais chamavam de apoíkias, palavra que pode ser traduzida por "nova casa".

### A colonização romana
Em 146 a.C. Cartago foi destruída por Roma no que se pode considerar a implantação daquele império no Norte de África. O Império Romano dominou toda a África Mediterrânica, ou seja, a parte do norte da África e que rodeia o Mar Mediterrâneo, quando ocorreu a descolonização na África.

### A colonização árabe
A colonização dos árabes ocorreu durante os séculos VIII e IX e abrangeu todas as terras que formam o Deserto do Saara e grande parte da África Ocidental e a zona costeira da África Oriental.

#### Omã
Durante o século XVIII o Omã estabeleceu várias colónias ultramarinas, dentre as quais estão o Baluchistão (atual Paquistão), as Comores, Moçambique, Madagascar e Tanzânia. Porém, com o declínio do sultanato, tais colónias foram perdidas quando, em 1891 o sultanato vira protetorado britânico.

## A colonização recente da África

Impérios coloniais do ocidente, de 1492 até o presente.

Mapa de África Colonial em 1913.
Bélgica
França
Alemanha
Grã-Bretanha
Itália
Portugal
Espanha
Estados independentes (Libéria e Etiópia)

Pode dizer-se que a colonização recente da África iniciou-se com os descobrimentos e com a ocupação das Ilhas Canárias pelos portugueses, no princípio do século XIV.
O processo de ocupação territorial, exploração econômica e domínio político do continente africano por potências europeias tem início no século XV e estende-se até a metade do século XX. Ligada à expansão marítima europeia, a primeira fase do colonialismo africano surge da necessidade de encontrar rotas alternativas para o Oriente e novos mercados produtores e consumidores.
No século XIV, exploradores europeus invadiram a África. Através de trocas com alguns chefes locais, os europeus foram capazes de comprar milhões de africanos e de os exportar para vários pontos do mundo naquilo que ficou conhecido como a escravidão.
No princípio do século XIX, com a expansão do capitalismo industrial, começa o neocolonialismo no continente africano. As potências europeias desenvolveram uma "corrida à África" massiva e ocuparam a maior parte do continente, criando muitas colônias. Entre outras características, é marcado pelo aparecimento de novas potências concorrentes, como a Alemanha, a Bélgica e a Itália.
A partir de 1880, a competição entre as metrópoles pelo domínio dos territórios africanos intensifica-se. A partilha da África tem início, de fato, com a Conferência de Berlim (1884), que institui normas para a ocupação, onde as potências coloniais negociaram a divisão da África, propuseram para não invadirem áreas ocupadas por outras potências. Os únicos países africanos que não foram colônias foram a Etiópia (que apenas foi brevemente invadida pela Itália, durante a Segunda Guerra Mundial) e a Libéria, que tinha sido recentemente formada por escravos libertos dos Estados Unidos da América. No início da Primeira Guerra Mundial, 90% das terras já estavam sob domínio da Europa. A partilha é feita de maneira arbitrária, não respeitando as características étnicas e culturais de cada povo, o que contribui para muitos dos conflitos atuais no continente africano, tribos aliadas foram separadas e tribos inimigas foram unidas. No fim do século XIX, início do XX, muitos países europeus foram até a África em busca das riquezas presentes no continente. Esses países dominaram as regiões de seu interesse e entraram em acordo para dividir o continente. Porém os europeus não cuidaram com a divisão correta das tribos africanas, gerando assim muitas guerras internas. Os seguintes países dividiram a África e "formaram" países africanos existentes ainda hoje.

### A colonização portuguesa
Em 1444, Dinis Dias descobre Cabo Verde e segue-se a ocupação das ilhas ainda no século XV, povoamento este que se prolongou até ao século XIX.
Durante a segunda metade do século XV Portugal foi estabelecendo feitorias nos portos do litoral oeste africano. No virar do século, Bartolomeu Dias dobrou o Cabo da Boa Esperança, abrindo as portas para a colonização da costa oriental da África pelos europeus.
A partir de meados do século XVI, os ingleses, os franceses e os holandeses expulsam os portugueses das melhores zonas costeiras para o comércio de escravos.
Foram os seguintes os atuais países africanos que se tornaram independentes de Portugal no século XX (data da independência, em ordem cronológica):
| País                | Criação/Independência            |
| ------------------- | -------------------------------- |
| Angola              | 11 de novembro de 1975 (49 anos) |
| Cabo Verde          | 5 de julho de 1975 (49 anos)     |
| Guiné-Bissau        | 10 de setembro de 1974 (50 anos) |
| Moçambique          | 25 de junho de 1975 (49 anos)    |
| São Tomé e Príncipe | 12 de julho de 1975 (49 anos)    |

### A colonização francesa
Na África, foi no Senegal que os franceses primeiro estabeleceram entrepostos em 1624, mas não formaram verdadeiras colônias até ao século XIX, limitando-se a traficar escravos para as suas colónias nas Caraíbas. No Oceano Índico, os franceses colonizaram a Île de Bourbon (atual Reunião), em 1664, Île Royale (actualmente Maurícia), em 1718 e as Seychelles, em 1756. Durante o reinado de Napoleão, o Egito foi também conquistado por um breve período, mas a dominação francesa nunca se estendeu para além da área imediatamente à volta do Nilo.
O verdadeiro interesse da França por África manifestou-se em 1830 com a invasão da Argélia e o estabelecimento de um protectorado na Tunísia, em 1881. Entretanto, expandiram-se para o interior e para sul, formando, em 1880, a colónia do Sudão Francês (actual Mali) e, nos anos que se seguiram ocupando a grande parte do Norte de África e da África ocidental e central. Em 1912, os franceses obrigaram o sultão de Marrocos a assinar o Tratado de Fez, tornando-se outro protetorado.
Foram os seguintes os actuais países africanos que se tornaram independentes de França no século XX (data da independência, em ordem cronológica):
| País                      | Criação/Independência            |
| ------------------------- | -------------------------------- |
| Marrocos                  | 2 de março de 1956 (69 anos)     |
| Tunísia                   | 20 de março de 1956 (69 anos)    |
| Guiné                     | 2 de outubro de 1958 (66 anos)   |
| Camarões                  | 1 de janeiro de 1960 (65 anos)   |
| Togo                      | 27 de abril de 1960 (64 anos)    |
| Senegal                   | 20 de junho de 1960 (64 anos)    |
| Madagáscar                | 26 de junho de 1960 (64 anos)    |
| Benim                     | 1 de agosto de 1960 (64 anos)    |
| Níger                     | 3 de agosto de 1960 (64 anos)    |
| Burquina Fasso            | 7 de agosto de 1960 (64 anos)    |
| Costa do Marfim           | 7 de agosto de 1960 (64 anos)    |
| Chade                     | 11 de agosto de 1960 (64 anos)   |
| República Centro-Africana | 13 de agosto de 1960 (64 anos)   |
| República do Congo        | 15 de agosto de 1960 (64 anos)   |
| Gabão                     | 17 de agosto de 1960 (64 anos)   |
| Mali                      | 22 de setembro de 1960 (64 anos) |
| Mauritânia                | 28 de novembro de 1960 (64 anos) |
| Argélia                   | 5 de julho de 1962 (62 anos)     |
| Comores                   | 6 de julho de 1975 (49 anos)     |
| Djibuti                   | 27 de junho de 1977 (47 anos)    |

Entretanto, vários territórios africanos continuam sob administração francesa, depois de vários referendos:
- a ilha de Mayotte, nas Comores; e
- a ilha da Reunião e várias outras ilhas que dependem administrativamente deste departamento ultramarino francês.

### A colonização britânica
No final do século XVIII e meados do século XIX, os ingleses, com enorme poder naval e econômico, assumem a liderança da colonização africana. Combatem a escravatura, já menos lucrativa, direcionando o comércio africano para a exportação de ouro, marfim, tapetes e animais. Em consequência disso, os africanos ficam com o mercado dominado pelos interesses do Império Britânico. Para isso, os britânicos estabelecem novas colónias na costa e passam a implantar um sistema administrativo fortemente centralizado na mão de colonos brancos ou representantes da coroa inglesa. Os ingleses estabelecem territórios coloniais em alguns países da África Ocidental, no nordeste e no sudeste e no sul também do continente.
Os atuais estados africanos que se tornaram independentes do Reino Unido foram (por ordem cronológica):
| País            | Criação/Independência |
| --------------- | --- |
| África do Sul   | 31 de março de 1910 (114 anos) (Criação da União da África do Sul) 31 de março de 1961 (63 anos) (deixa de ser um domínio) 1990 (marca o fim do domínio do Apartheid) |
| Egito           | 28 de fevereiro de 1922 (103 anos) |
| Sudão           | 1 de janeiro de 1956 (69 anos) |
| Gana            | 6 de março de 1957 (68 anos) |
| Nigéria         | 1 de janeiro de 1960 (65 anos) |
| Somália         | 26 de junho de 1960 (64 anos) |
| Serra Leoa      | 27 de abril de 1961 (63 anos) |
| Tanzânia        | 9 de dezembro de 1961 (63 anos) |
| Uganda          | 9 de outubro de 1962 (62 anos) |
| Quênia          | 12 de dezembro de 1963 (61 anos) |
| Malawi          | 6 de julho de 1964 (60 anos) |
| Zâmbia          | 24 de outubro de 1964 (60 anos) |
| Gâmbia          | 18 de fevereiro de 1965 (60 anos) |
| Lesoto          | 4 de setembro de 1966 (58 anos) |
| Ilhas Maurícias | 12 de março de 1968 (57 anos) |
| Essuatíni       | 6 de setembro de 1968 (56 anos) |
| Seicheles       | 29 de julho de 1976 (48 anos) |
| Zimbabwe        | 18 de abril de 1980 (44 anos) |

### A colonização neerlandesa
Os neerlandeses estabeleceram-se na litorânea Cidade do Cabo, na África do Sul, a partir de 1652 e dominaram o que antes de 1994 era a província do Cabo. Desenvolvem na região uma nova cultura e formam uma comunidade conhecida como africâner ou bôer. Mais tarde, os bôeres perdem o domínio da região para o Reino Unido na Guerra dos Bôeres.

### A colonização belga
A Bélgica colonizou o Congo Belga (atual República Democrática do Congo), Ruanda e Burundi.
| País                           | Criação/Independência         |
| ------------------------------ | ----------------------------- |
| República Democrática do Congo | 30 de junho de 1960 (64 anos) |
| Ruanda                         | 1 de julho de 1962 (62 anos)  |
| Burundi                        | 1 de julho de 1962 (62 anos)  |

### A colonização espanhola
A Espanha colonizou a Guiné Equatorial, o Saara Espanhol e o norte do atual Marrocos.
| País             | Criação/Independência             |
| ---------------- | --------------------------------- |
| Guiné Equatorial | 12 de outubro de 1968 (56 anos)   |
| Saara Ocidental  | 27 de fevereiro de 1976 (49 anos) |
| Marrocos         | 07 de abril de 1956 (68 anos)     |

### A colonização italiana
A Itália conquistou a Líbia, a Eritreia e a região autónoma da Somália; a Somalilândia ou Somália Italiana.
| País     | Criação/Independência             |
| -------- | --------------------------------- |
| Líbia    | 10 de fevereiro de 1947 (78 anos) |
| Eritreia | 24 de maio de 1993 (31 anos)      |
| Somália  | 01 de julho de 1960 (64 anos)     |

### A colonização alemã
A Alemanha colonizou as regiões correspondentes aos atuais Togo, Camarões, Tanzânia (a parte continental ou Tanganica), Namíbia, Ruanda e Burundi.
| País     | Criação/Independência           |
| -------- | ------------------------------- |
| Togo     | 27 de abril de 1960 (64 anos)   |
| Camarões | 01 de outubro de 1961 (63 anos) |
| Tanzânia | 26 de abril de 1964 (60 anos)   |
| Namíbia  | 21 de março de 1990 (34 anos)   |
| Ruanda   | 1 de julho de 1962 (62 anos)    |
| Burundi  | 1 de julho de 1962 (62 anos)    |

## A descolonização da África
A ocupação da África pelas potências europeias prosseguiu até depois do final da Segunda Guerra Mundial, quando as colónias começaram a obter a independência, num processo que se chamou descolonização. Com exceção do Egito, que tinha proclamado unilateralmente a sua independência em 1922, e da África do Sul, que se tinha tornado autónoma em 1910, na forma de domínio do Império Britânico, os restantes territórios africanos começaram a obter a independência a partir da década de 1950 e, principalmente, a partir da Conferência de Bandung, em 1958, em que participaram os quatro países africanos independentes nessa data. A descolonização não foi pacífica, embora nem sempre fosse forçada através de guerras de libertação, como foi o caso das colónias portuguesas e da Argélia; as potências coloniais tentaram manter o seu domínio através do seu apoio a políticos amigos ou através de vínculos entre os territórios semi-autónomos e a Europa.
Os últimos países africanos a alcançarem a independência, já na década de 1990, foram a Namíbia e a Eritreia, que tinham ficado sob administração, respetivamente da África do Sul e da Etiópia, ao abrigo de uma antiga tutela da Sociedade das Nações. No entanto, ainda subsistem vários territórios de África ocupados por países europeus, como as possessões espanholas em Marrocos e as ilhas de Santa Helena, Ascensão e Tristão da Cunha, administradas pelo Reino Unido. Outros territórios, como as ilhas Reunião e Mayotte, decidiram por referendo popular manter-se parte da República Francesa.